# Miguel Braun
Miguel Braun Cortés (Buenos Aires, 30 de noviembre de 1973) es un economista, empresario y político argentino. Fue Secretario de Comercio (2015-2018) del Ministerio de Producción de la Nación Argentina (2015-2018) y Secretario de Política Económica del Ministerio de Hacienda (2018-2019).

## Biografía
Miguel Braun nació en Buenos Aires el 30 de noviembre de 1973, hijo de Oscar Braun Seeber y Rosalía Alba Cortés Glinoveski. Falleció en 1981.
Sus bisabuelos Mauricio Braun y Josefina Menéndez Behety eran dueños de Sociedad Anónima Importadora y Exportadora de la Patagonia, la empresa más grande del sur del continente. La sociedad está actualmente dirigida por su tío Federico Braun.

### Formación académica
Licenciado en Economía de la Universidad de San Andrés. Fue Director ejecutivo de Fundación Pensar ligada al PRO y director nombrado por el macrismo en el Banco Ciudad y dueño de Pampa Cheese

### Actividad profesional
En el año 2000, participó en la fundación ligada al PRO del CIPPEC (Centro de Implementación de Políticas Públicas para la Equidad y el Crecimiento) Durante los primeros meses de gestión en los meses de enero y febrero de 2016 se produjeron 107 000 despidos, lo que aumentó la tasa de desempleo más del 0,5 %.
Entre 2010 y 2015 fue director ejecutivo de Fundación Pensar
En febrero de 2013 fue nombrado director del Banco Ciudad, cargo en el que permaneció hasta diciembre de 2015.
Posee junto con su familia la propiedad de La anónima y Pampa Chesee. Además, diferentes diarios denunciaron que el frigorífico de La Anónima fue favorecido por el gobierno de Cambiemos con una mayor participación en el cupo de exportación de carne vacuna premium a la Unión Europea, conocida como Cuota Hilton. En tanto otro periódico porteño denunció que la familia Braun gracias a dicha maniobra logró aventajar al resto de sus competidores en el reparto de carne premium para exportación en momentos en que el sector se encuentra en crisis y comienza a importar algunos cortes. Desde el sector empresario, afirmaron que la empresa con estrechas relaciones a los funcionarios macristas consiguió cuota preferenciales para exportar por cual salieron ampliamente favorecidos y que  la familia Braun logra aventajar al resto de sus competidores en el reparto de carne premium para exportación Se desprendió de sus acciones para asumir como Secretario de Comercio en el gobierno de Mauricio Macri.

### Secretario de Comercio (2015-2018)
El 10 de diciembre de 2015 asumió el cargo de secretario de Comercio de la República Argentina, órgano dependiente del ministerio de Producción, cargo que ocupó hasta el 4 de octubre de 2018.
 En su primer año se produjo una caída industrial del 4,6 por ciento en 2016, rubros como la rama textil marcaron un retroceso interanual de casi 30 por ciento y productos de economías regionales como la leche bajaron 15, hilados de algodón cayeron 45,7 por ciento y tejidos 23,3 por ciento.
Durante su gestión cerraron 25.000 comercios en todo el país debieron, y más de 6.000 pequeñas y medianas empresas. Siendo el sector Pyme el más perjudicado teniendo en cuenta que este sector concentra el 80% del empleo privado y aporta el 40% del Producto Bruto Interno (PBI). Dándose el fenómeno de locales abandonados y cerrados en las principales arterias comerciales de las ciudades argentinas, donde han cerrado varios negocios y locales comerciales, permaneciendo varios locales vacíos
 En 2016 se denunció que, Miguel Braun, uno de los integrantes de la familia Braun dueños de la cadena, estando a cargo de la subsecretaría de Comercio Interior de la Nación, estableció multas a prácticamente todos los supermercados que forman parte de la competencia de su familia. A su vez diferentes diarios denunciaron que el frigorífico del grupo de supermercados La Anónima, perteneciente a la familia del secretario de Comercio Interior, Miguel Braun, y del jefe de Gabinete, Marcos Peña Braun, fue favorecida por el gobierno con una mayor participación en el cupo de exportación de carne vacuna premium a la Unión Europea, conocida como Cuota Hilton. En tanto otro periódico porteño denunció que la familia Braun gracias a dicha maniobra logró aventajar al resto de sus competidores en el reparto de carne premium para exportación en momentos en que el sector se encuentra en crisis y comienza a importar algunos cortes.
En 2018 causó controversia la utilización de la Gendarmería Nacional Argentina para custodiar los supermercados de la cadena,
al utilizarse una fuerza pública como seguridad de un negocio privado. Otros medios indicaron que la seguridad dentro de la empresa debería hacerse con personal privado y no con fuerzas públicas.

En 2017 anuncio un acuerdo Mercosur que pretendía establecer una zona de libre comercio entre la Unión Europea y los países del Mercosur (Argentina, Brasil, Paraguay y Uruguay). Al año 2025 el acuerdo no se había concretado El acuerdo también se enfrentó a críticas y controversias.
Desde 2016 hubo una fuerte alineamiento con Estados Unidos en detrimento de alianzas regionales como el Mercosur, y el comercio con los aliados latinoamericanos y europeos.
La política comercial promovida por el gobierno fue enfocada casi exclusivamente en el mercado norteamericano el ex vicecanciller Andrés Cisneros (1992-1996) señaló que «Hay un riesgo: el de hipotecar toda la política exterior en nombre de una facturación hipotéticamente un poco mayor. Parecemos demasiado enfocados en el mercado norteamericano». Pese a ello en 2018, el presidente estadounidense, Donald Trump, impuso aranceles del 25% a las importaciones de acero y del 10% a las de aluminio desde Argentina. El gobierno argentino respondió y Miguel Braun viajó a Washington para una excepción que fue rechazada. Perjudicando las ventas argentinas de acero y aluminio a EE. UU. son un porción pequeña del total de las ventas argentinas al exterior y a la industria siderúrgica nacional.Semanas después se produjo un transpie en las negociaciones con Estados Unidos cuando el país norteamericano impuso aranceles al biodiésel argentino con aranceles preliminares que van del 54,36% al 70,05% para el producto.
La política comercial de Miguel Braun y el gobierno de Macri fueron resistidas y controvertidas. provocó protestas de los principales sectores de la oposición.
Durante su gestión cerraron 25.000 comercios en todo el país debieron, y más de 6.000 pequeñas y medianas empresas. Siendo el sector Pyme el más perjudicado teniendo en cuenta que este sector concentra el 80% del empleo privado y aporta el 40% del Producto Bruto Interno (PBI). Dándose el fenómeno de locales abandonados y cerrados en las principales arterias comerciales de las ciudades argentinas, donde han cerrado varios negocios y locales comerciales, permaneciendo varios locales vacíos, Situación que se repetiría ese año en los microcentros de otras importantes ciudades argentinas el microcentro de La Plata, Córdoba, Mendoza, San Luis, entre otros. Durante los primeros meses de gestión en los meses de enero y febrero de 2016 se produjeron 107 000 despidos, lo que aumentó la tasa de desempleo más del 0,5 %.

### Secretario de Política Económica (2018-2019)
El 4 de octubre de 2018 fue nombrado Secretario de Política Económica. El 9 de septiembre de 2019 renunció al cargo, tras asumir Hernán Lacunza como Ministro de Economía.
Braun aplicó una serie de reformas que desató un conflicto con la importación de limones a principio de 2017 y más tarde EE. UU. anunciaba la aplicación de un arancel del 57% a la importación del biodiésel argentino, el producto más exportado de Argentina hacia EE. UU. Posteriormente lo elevó nuevamente hasta el 72%. El biodiésel era, hasta ese momento, el principal producto de exportación a los Estados Unidos, con 1,5 millón de toneladas, y una ganancia de 1.140 millones de dólares en 2016. Paralelamente EE. UU. eliminó facilidades que beneficiaban a los argentinos y limitó el ingreso de profesionales, endureciendo los requisitos para el otorgamiento de la Visa estadounidense para ciudadanos argentinos.
Tras la visita de Macri a Trump 
Estados Unidos fijo una sanción contra la Argentina consiste en derechos preliminares que van del 54,36% al 70,05% para el productos derivados. Trump impuso aranceles del 25 por ciento al acero y del 10 al aluminio, al mismo tiempo el gobierno macrista acordó limitar las exposiciones argentinas a un cupo de cupo de 180 mil toneladas.

### Actualidad
En 2019, Mauricio Macri y varios de sus funcionarios entre ellos Miguel Braun Laura Alonso, Guido Sandleris y Javier González Fraga, fueron denunciados penalmente por "defraudación al Estado" en el caso Vicentín. La denuncia recayó en el juzgado a cargo de Luis Rodríguez. El caso se inició cuando se descubrió que durante la gestión de Macri, el Banco de la Nación Argentina le otorgó créditos irregulares por 18 000 millones de pesos a la cerealera Vicentin que había sido la principal aportante de la campaña de Cambiemos Este monto representa el 20 % de la responsabilidad patrimonial computable del banco, un porcentaje que supera los límites de concentración fijados en los estándares de Basilea y pone en riesgo las finanzas de la entidad. En diciembre de 2019 Vicentín dispuso la reestructuración de su deuda, de la cual contrajo un 80 % con el Banco Nación. La empresa se declaró en una situación de "estrés financiero" debido a que adeudaba 1350 millones de dólares, principalmente al Banco Nación.
En 2019, la UIF pidió imputar a Mauricio Macri, al extitular del Central Guido Sandleris, al exdirector del Banco Nación Javier González Fraga por los delitos de peculado, abuso se poder e incumplimiento de los deberes de funcionario público tras descubrirse un préstamo a la empresa Vicentin. Reside en Washington D. C.
Desde su rol como ministro sería denunciado junto al ministro de interior  Marcos Peña e imputados por negociado con tierras públicas privatizadas durante el macrismo. En 2020 Oficina Anticorrupción por negociaciones incompatibles con la función pública y administración fraudulenta en la realización de las subastas de terrenos en la zona de Catalinas Norte y campos en Córdoba.La controversia surgió por el precio mediante el cual se subastaron los terrenos de Catalinas Norte, uno de ellos adquirido por el Grupo Techint y otro por el empresario Eduardo Costantini,  uno de los principales aportantes a la campaña presidencial de Cambiemos y los campos ubicados en la localidad de Ordóñez, en Córdoba, 

## Libros publicados
- Cada cual ¿atiende su juego? El rol del Congreso Nacional en el proceso presupuestario en la Argentina (1ª edición). CIPPEC. 2006. ISBN 987201423X. En coautoría con Luciana Díaz Frers y Gerardo Uña.
- Macroeconomía Argentina (2ª edición). Sudamericana. 2018. ISBN 9789500760669. En coautoría con Lucas Llach.

## Críticas y controversias
En 2017 se denunció que Miguel Braun estableció multas a supermercados que forman parte de la competencia de La Anónima, administrado por personas de su familia. Además, diferentes diarios denunciaron que el frigorífico de La Anónima fue favorecido por el gobierno de Cambiemos con una mayor participación en el cupo de exportación de carne vacuna premium a la Unión Europea, conocida como Cuota Hilton. En tanto otro periódico porteño denunció que la familia Braun gracias a dicha maniobra logró aventajar al resto de sus competidores en el reparto de carne premium para exportación en momentos en que el sector se encuentra en crisis y comienza a importar algunos cortes. Desde el sector empresario, afirmaron que la empresa con estrechas relaciones a los funcionarios macristas consiguió un incremento del 5,1 por ciento, por cual salieron ampliamente favorecidos y que la familia Braun logra aventajar al resto de sus competidores en el reparto de carne premium para exportación.
En 2018 causó controversia la utilización de la Gendarmería Nacional Argentina para custodiar los supermercados de La Anónima, al utilizarse una fuerza pública como seguridad de un negocio privado.
En 2019 el juez Marcelo Martínez de Giorgi, comenzó a investigar en el marco de la Causa Parques Eólicos tres cuentas que están en bancos de Nueva York de las empresas de la familia Macri, a los fondos de inversión Helios Partners y Selena Partners, y de las empresas Isolux, Genneia y Goldwind de Jorge Brito financista de Cambiemos Además de las empresas de los Macri, al exministro de Energía y Minería, Juan José Aranguren y al Secretario de Comercio Miguel Braun. Siendo objeto de la investigación por lavado de dinero los movimientos de dinero ocurrieron entre enero de 2016 y diciembre de 2018. Los seis parques eólicos fueron adquiridos a la española Isolux por U$S 25,8 millones de dólares por Sideco, Socma (presididas por el hermano de Mauricio Macri, Gianfranco Macri) y socios (entre ellos el futbolista Carlos Tévez) y vendidos al poco tiempo por U$S 95 millones, la ganancia fue embolsada en buena parte por las empresas del entonces presidente Mauricio Macri y Genneia del banquero Jorge Brito. El Gobierno de Cambiemos se resistió a entregar información sobre el caso, por lo que el juez tuvo que pedirle a la Policía Federal que acuda a la Secretaría de Energía para obtener los expedientes de las licitaciones públicas.
Desde 2016 decenas de productores rurales salteños denunciaron a funcionarios nacionales por la muerte de ganado y amenazas; apuntando contra el jefe de Gabinete Marcos Peña y el secretario de Comercio Miguel Braun por apropiarse de terrenos públicos propiedad de comunidades originarias y productores campesinos en Salta para sus negocios, los productores denunciaron además que viven bajo amenaza de “cuatreros” sicarios. En 2018, miembros de la asociación Greenpeace fueron amenazados de muerte tras investigar desmontes ilegales en campos pertenecientes a Miguel Braun. Miembros de Greenpeace presentaron una carta al presidente Mauricio Macri donde denuncian que personas cercanas al Gobierno Nacional los amenazaron por investigar y hacer visible la destrucción ilegal de bosques nativos en Salta.
En 2018 el productor Víctor Fera dueño de Marolio y Maxiconsumo comunicó que amenazaron a su hijo luego que marcara las grandes diferencias de precios entre su cadena y las grandes cadenas de supermercados, responsabilizando por las amenazas de muerte al secretario Braun.
En 2019 en medio de apagones masivos fue denunciado penalmente por la Asociación de Consumidores Argentinos junto a Mauricio Macri y María Eugenia Vidal por otorgar beneficios ilegales al empresario Rogelio Pagano, que es propietario de cuatro empresas distribuidoras de energía eléctrica en La Plata y ciudades del interior bonaerenses y uno de los principales financistas de la campaña de Vidal en 2015. Braun fue denunciado entre otros por los delitos de abuso de autoridad y violación de los deberes de funcionario público, cohecho pasivo y activo, negociaciones incompatibles con la función pública y tráfico de influencias. También hubo denuncias porque se utilizaba la empresa estatal Aerolíneas Argentinas para facturar hospedajes en hoteles de su familia.
En 2020 quien fuera secretario de Salud de la Nación apuntó contra los secretarios de Comercio de Mauricio Macri Miguel Braun e Ignacio Werner por boicotear políticas sanitarias para beneficiar a empresas alimenticias.